# U-72 (1940)
U-72 — средняя немецкая подводная лодка типа VIIC времён Второй мировой войны.

## История
Заказ на постройку субмарины был отдан 25 января 1939 года. Лодка была заложена 28 декабря 1939 года на верфи «Германиаверфт» в Киле под строительным номером 619, спущена на воду 22 ноября 1940 года. Лодка вошла в строй 4 января 1941 года под командованием корветтен-капитан Ганса Вернера Нейманна.

### Командиры
- 4 января — сентябрь 1941 года корветтен-капитан Ганс-Вернер Нейманн
- сентябрь — 1 декабря 1941 года Гельмут Кёстер
- 2 декабря 1941 года — 6 мая 1942 года капитан-лейтенант Вальдемар Мель (кавалер Рыцарского железного креста)
- 7 мая 1942 года — 19 ноября 1942 года Ганс-Мартин Шайбе
- 20 ноября 1942 года — 14 декабря 1943 года оберлейтенант цур зее Гельмут Ланге
- 15 декабря 1943 года — 19 мая 1944 года оберлейтенант цур зее Пауль Цандер
- 20 мая 1944 года — март 1945 года оберлейтенант цур зее Карл-Теодор Мейер

### Флотилии
- 4 января 1941 года — 8 июня 1941 года — 21-я флотилия (учебная)
- 9 июня 1941 года — 1 июля 1941 года — 24-я флотилия (учебная)
- 2 июля 1941 года — 30 марта 1945 года — 21-я флотилия (учебная)

### История службы
Из-за нехватки торпедных аппаратов, U-72 получила вместо пяти аппаратов лишь три: два носовых и кормовой. Поэтому лодка не совершала боевых походов и в течение всей карьеры использовалась как учебная.
30 марта 1945 года находясь на стоянке в Бремене повреждена в результате американской бомбардировки. Затоплена 2 мая 1945 года в рамках операции «Регенбоген».